# 김정인 (축구 선수)
김정인(한국 한자: 金正仁, 1989년 4월 18일 ~ )은 대한민국의 전 축구 선수이며, 포지션은 골키퍼였다.